# Liste des éditions critiques du chant grégorien
Cette page présente une liste des éditions critiques du chant grégorien.

## Histoire

### Congrès d'Arezzo (1882)
L'idée de l'édition critique du chant grégorien remonte, au moins, à 1882. Lors du Congrès européen d'Arezzo pour l'étude et l'amélioration du chant liturgique, les religieux dont Dom Joseph Pothier de Solesmes discutèrent sur ce sujet, en proposant une commission archéologique internationale chargée de préparer une édition scientifique des livres de chant.

### Voyage paléographique
Le premier projet en faveur de l'édition critique fut lancé par l'abbé de Solesmes, Dom Paul Delatte au début du XXe siècle, entre 1905 et 1914. Dans l'optique de sortir une édition correcte, celui-ci envoya deux moines, Dom Paul Blanchon-Lasserve ainsi que Dom Armand Ménager, dans des archives européennes. Celui-ci se caractérisait d'un immense nombre de photographies que ces moines bénédictins étaient chargés de prendre. Au monastère des Schotten (Schottenstift) à Vienne, Dom Blanchon-Lasserve utilisait exactement le terme édition critique :

« ... et les petits bouts de photographies que nous avons toujours en poche, ont grand succès. J'explique en anglais au Père Vincent ce que sont nos tableaux de neumes, comment des neumes on arrive à la notation sur lignes à une édition critique ; »

— Dom Paul Blanchon-Lasserve, le lundi 1er juin 1914, Vienne
Ce projet fut malheureusement interrompu, à cause de la Première Guerre mondiale ainsi qu'à la suite de la collaboration avec la  deuxième commission de l'Édition Vaticane. Les photos concernant 600 manuscrits se conservaient sans reprise de travaux.
Les Études grégoriennes continuent à publier leur itinéraire en détail, par exemple, dans le tome XLII publié en 2015.

### Première édition critique du chant grégorien
En visitant l'abbaye Saint-Pierre de Solesmes au printemps de 1948, le nouveau directeur de l'Institut pontifical de musique sacrée, Higinio Anglés, y organisa une équipe de moines pour une édition critique, soit nouveau graduel romain. Le projet fut formellement annoncé en 1950, lors du Congrès de musique sacrée à Rome. Nonobstant, après avoir sorti trois tomes, l'abbaye dut interrompre sa publication, en raison du concile Vatican II.

En 1963, le concile Vatican II déclara :

« On achevera l'édition typique des livres de chant grégorien ; bien plus, on procurera une édition plus critique des livres déjà édités postérieurement à la restauration de saint Pie X. »

— Sacrosanctum Concilium (1963), article n° 117, L'édition des livres de chant grégorien

### Version monastique depuis 2005
Malgré tout cela, l'abbaye de Solesmes exécuta, entre 1975 et 1996, sa rédaction des livres en vue de l'Antiphonale romanum, en attendant l'approbation de Rome. Comme avait été amplifié le rôle des hymnes avec lesquelles les offices se commencent désormais, Solesmes publia en 1983 le Liber hymnarius, en respectant les vœux du Vatican. Faute d'autorisation de ce dernier, la publication officielle était toujours en attente. Mais à cette époque-là, la nécessité des livres de chant était également urgente auprès de son ordre. De sorte que le projet de l'Antiphonale monasticum destiné aux Bénédictins fut formellement lancé en novembre 1998. 

## Liste des éditions critiques

### Livres de chant

#### Liste des éditions critiques en usage
Ces livres de chant sont non seulement éditions critiques, scientifiquement restaurées et éditées, mais aussi éditions officielles, approuvées au plus haut niveau. Donc l'usage de ceux-ci est dorénavant fortement recommandé.
- Antiphonale romanum secundum liturgiam horarum ordinemque cantus oficii dispositum a Solesmensibus monachis praeparatum, prévu et interrompu[eg05 1]

- approbation le 25 mars 1983, par Congrégation du culte divin, Prot. CD389/83
1. tome II, Liber hymnarius cum invitatoriis & aliquibus responsoriis, Abbaye Saint-Pierre, Solesmes 1983  (ISBN 978-2-85274-076-1) 622 p

- Antiphonale monasticum : édition officielle de l'ordre de Saint-Benoît, depuis 2005

- approbation le 6 février 2004, par Congrégation du culte divin de l'ordre
1. tome I, De tempore, Abbaye Saint-Pierre, Solesmes 2005  (ISBN 978-2-85274-266-6) 608 p.[4]
2. tome II, Psalterium diurnum, Abbaye Saint-Pierre, Solesmes 2006  (ISBN 978-2-85274-281-9) 304 p.[4]
3. tome III, De Sanctis, Abbaye Saint-Pierre, Solesmes 2007  (ISBN 978-2-85274-282-6) 584 p.[4]
4. tome V, Proprium Solsemense, Abbaye Saint-Pierre, Solesmes 2008  (ISBN 978-2-85274-329-8) 86 p[4].

- Antiphonale romanum : édition officielle du Vatican, depuis 2009

- approbation le 2 octobre 2008, par Congrégation pour le culte divin et la discipline des sacrements, Prot. N. 743/08/L
1. tome I, In dominicis et festis, ad laudes cum invitatoriis, Abbaye Saint-Pierre, Solesmes 2020  (ISBN 978-2-85274-285-7) 690 p.
2. tome II, Ad Vesperas in dominicis et festis, Abbaye Saint-Pierre, Solesmes 2009  (ISBN 978-2-85274-338-0) 780 p[6].

- Graduale novum : édition officielle du Vatican, depuis 2011

1. tome I, De dominicis et festis, Con Brio et Libreria editrice Vaticana, Ratisbonne et Rome 2011  (ISBN 978-3-940768-15-5) 538 p[7].
2. tome II, De feriis et sanctis, Con Brio et Libreria editrice Vaticana, Ratisbonne et Rome 2018  (ISBN 978-3-940768-74-2) 613 p[8]

#### Édition hors usage
- Graduel romain, Édition critique par les moines de Solesmes : édition officielle du Vatican, interrompue en raison du concile Vatican II[eg12 4]

1. tome II, Abbaye Saint-Pierre, Solesmes 1957[eg11 1],[eg12 4]
2. tome IV/vol.1, Abbaye Saint-Pierre, Solesmes 1960[eg12 5]
3. tome IV/vol.2, Abbaye Saint-Pierre, Solesmes 1962[eg11 1],[eg12 6]

Le stock de ces trois volumes fut transféré vers 1972 au dépôt de la Libreria editrice Vaticana, sans usage.

### Manuscrits
- René-Jean Hesbert (Solesmes / Saint-Wandrille), Corpus antiphonalium officii, dans la série Rerum ecclesiasticarum documenta, n° 7 - 12[9]

1. tome I, Manuscripti cursus romanus, Herder, Rome 1963, 448 p.
2. tome II, Manuscripti cursus monasticus, Herder, Rome 1965, 828 p.
3. tome III, Invitatoria et antiphonæ, Herder, Rome 1968, 552 p.
4. tome IV, Responsoria, versus, hymni et varia, Herder, Rome 1970, 528 p.
5. tome V, Fontes earumque prima ordinatio, Herder, Rome 1975, 528 p.
6. tome VI, Secunda et tertia ordinationes, Herder, Rome 1979[10]